# Das Modul
Das Modul war ein digitales Hörfunkprogramm des Bayerischen Rundfunks vom Jahreswechsel 2003 bis zum 4. Mai 2008. Zuerst wurde unter dem Motto „Just the Music“ nonstop Musik gesendet. Sie waren in 2-Stunden-Blöcke, den Modulen, aufgeteilt: Aktuelle Hits, Hip-Hop, Dance, Alternative und Chillout. Seit dem 2. August 2004 war das Programm auch über Internet zu empfangen. Am 1. September 2004 kam von 20:00 bis 20:30 die Deutschstunde hinzu, während der man nur deutschsprachige Titel spielte. Im Anschluss, ab 20:30, gab es eine Wiederholung des Zündfunks.
Als DAB-Hörfunkkanal sendete „Das Modul“ seit dem 8. Oktober 2007 unter dem Titel „Bavarian Open Radio“ zuletzt 24 Stunden täglich die Musik der Bavarian Open-Bands aus vier Festival-Jahren. Zum 5. Mai 2008 wurde „Das Modul“ als auch „Bavarian Open Radio“ in „on3radio“ umbenannt.

## Programmschema vom 1. September 2004 bis zum 7. Oktober 2007
- 00:00–04:00 Chillout
- 04:00–08:00 Hit
- 08:00–10:00 Hip-Hop
- 10:00–12:00 Dance
- 12:00–14:00 Alternative
- 14:00–16:00 Hit
- 16:00–18:00 Hip-Hop
- 18:00–20:00 Dance
- 20:00–20:30 Deutschstunde (wochentags)
- 20:30–22:00 Zündfunk (wochentags)
- 22:00–24:00 Alternativ

## Empfangswege
- Digital Radio DAB in Bayern (Band III, Kanal 12D)
- Digital Radio via Satellit ASTRA 19,2° Ost (12.265 GHz, 27500 M/s, horizontal)
- Internet (Real Player und Windows Media Player)
- Mittelwelle Frequenz 729 (1 kW) und 801 (100 kW) (nachts Empfang auch im Norden Deutschlands möglich)